# Камерон (Оклахома)
Камерон (енгл. Cameron) град је у америчкој савезној држави Оклахома.

## Демографија
По попису из 2010. године број становника је 302, што је 10 (-3,2%) становника мање него 2000. године.
| Група             | 2000.       | 2010.       |
| Белци             | 261 (83,7%) | 216 (71,5%) |
| Афроамериканци    | 1 (0,3%)    | 0 (0,0%)    |
| Азијати           | 0 (0,0%)    | 0 (0,0%)    |
| Хиспаноамериканци | 0 (0,0%)    | 6 (2,0%)    |
| Укупно            | 312         | 302         |